# بسیل وایلی
بسیل وایلی (انگلیسی: Basil Willey; ۲۵ ژوئیهٔ ۱۸۹۷ – ۳ سپتامبر ۱۹۷۸) تاریخ‌نگار، استاد ادبیات انگلیسی در دانشگاه کمبریج، و منتقد ادبی بود. از او آثار و مقاله‌های پرشماری در زمینهٔ ادبیات انگلیسی و تاریخ روشنفکری برجا مانده‌است.